# آدریانو جانینی
آدریانو جانینی (ایتالیایی: Adriano Giannini؛ زادهٔ ۱۰ مهٔ ۱۹۷۱) بازیگر و صداپیشه اهل ایتالیا است. 
از فیلم‌هایی که وی در آن نقش داشته است، می‌توان به دوازده یار اوشن، لوئیزا سانفلیچه، من ناپلئون را کشتم، با من بمان، تحت درمان، ۱۳ گل رز و پیامدهای عشق اشاره کرد.